# Martin Brod
Martin Brod är en ort i Bosnien och Hercegovina.   Den ligger i entiteten Federationen Bosnien och Hercegovina, i den västra delen av landet, 190 km väster om huvudstaden Sarajevo. Martin Brod ligger 353 meter över havet och antalet invånare är 187.
Terrängen runt Martin Brod är huvudsakligen kuperad, men österut är den bergig. Martin Brod ligger nere i en dal. Runt Martin Brod är det ganska tätbefolkat, med 58 invånare per kvadratkilometer.. Närmaste större samhälle är Orašac, 16,7 km norr om Martin Brod. 
Omgivningarna runt Martin Brod är en mosaik av jordbruksmark och naturlig växtlighet.